# Ejal Meszumar
Ejal Meszumar, Eyal Meshumar (ur. 10 sierpnia 1983 w Kfar Sabie) – izraelski piłkarz, grający na pozycji obrońcy.

## Kariera klubowa
Meshumar jest wychowankiem klubu Hapoel Kefar Sawa, w którym nieprzerwanie występował do końca sezonu 2005/06. Latem 2006 roku przeszedł do Maccabi Hajfa.

## Kariera reprezentacyjna
W reprezentacji Izraela zadebiutował 13 października 2007 roku w meczu eliminacji Mistrzostw Europy przeciwko Chorwacji. Na boisku przebywał przez pełne 90 minut.
| Mecze i gole w reprezentacji | Mecze i gole w reprezentacji | Mecze i gole w reprezentacji | Mecze i gole w reprezentacji | Mecze i gole w reprezentacji | Mecze i gole w reprezentacji | Mecze i gole w reprezentacji |
| #                            | Data                         | Stadion                      | Rywal                        | Wynik                        | Gol                          | Rozgrywki                    |
| 2007                         | 2007                         | 2007                         | 2007                         | 2007                         | 2007                         | 2007                         |
| ---------------------------- | ---------------------------- | ---------------------------- | ---------------------------- | ---------------------------- | ---------------------------- | ---------------------------- |
| 1.                           | 13.10.2007                   | Zagrzeb, Chorwacja           | Chorwacja                    | 0:1                          | 0                            | El. ME 2008                  |
| 2.                           | 17.10.2007                   | Ramat Gan, Izrael            | Białoruś                     | 2:1                          | 0                            | towarzyski                   |
| 2008                         |                              |                              |                              |                              |                              |                              |
| 3.                           | 19.11.2008                   | Ramat Gan, Izrael            | Wybrzeże Kości Słoniowej     | 2:2                          | 0                            | towarzyski                   |
| 2009                         |                              |                              |                              |                              |                              |                              |
| 4.                           | 12.08.2009                   | Belfast, Irlandia Północna   | Irlandia Północna            | 1:1                          | 0                            | towarzyski                   |
| 2013                         |                              |                              |                              |                              |                              |                              |
| 5.                           | 11.10.2013                   | Lizbona, Portugalia          | Portugalia                   | 1:1                          | 0                            | El. MŚ 2014                  |
| 6.                           | 15.10.2013                   | Ramat Gan, Izrael            | Irlandia Północna            | 1:1                          | 0                            | El. MŚ 2014                  |
| 2014                         |                              |                              |                              |                              |                              |                              |
| 7.                           | 05.03.2014                   | Netanja, Izrael              | Słowacja                     | 1:3                          | 0                            | towarzyski                   |

## Sukcesy
Maccabi
- Mistrzostwo Izraela: 2009, 2011
- Toto Cup: 2008